# Pachymenes elegans
Pachymenes elegans är en stekelart som beskrevs av Smith. Pachymenes elegans ingår i släktet Pachymenes och familjen Eumenidae. Inga underarter finns listade i Catalogue of Life.